# Poa gandogeri
Poa gandogeri är en gräsart som beskrevs av Friedrich Karl Georg Fedde. Poa gandogeri ingår i släktet gröen, och familjen gräs. Inga underarter finns listade i Catalogue of Life.